# 奈良県立万葉文化館

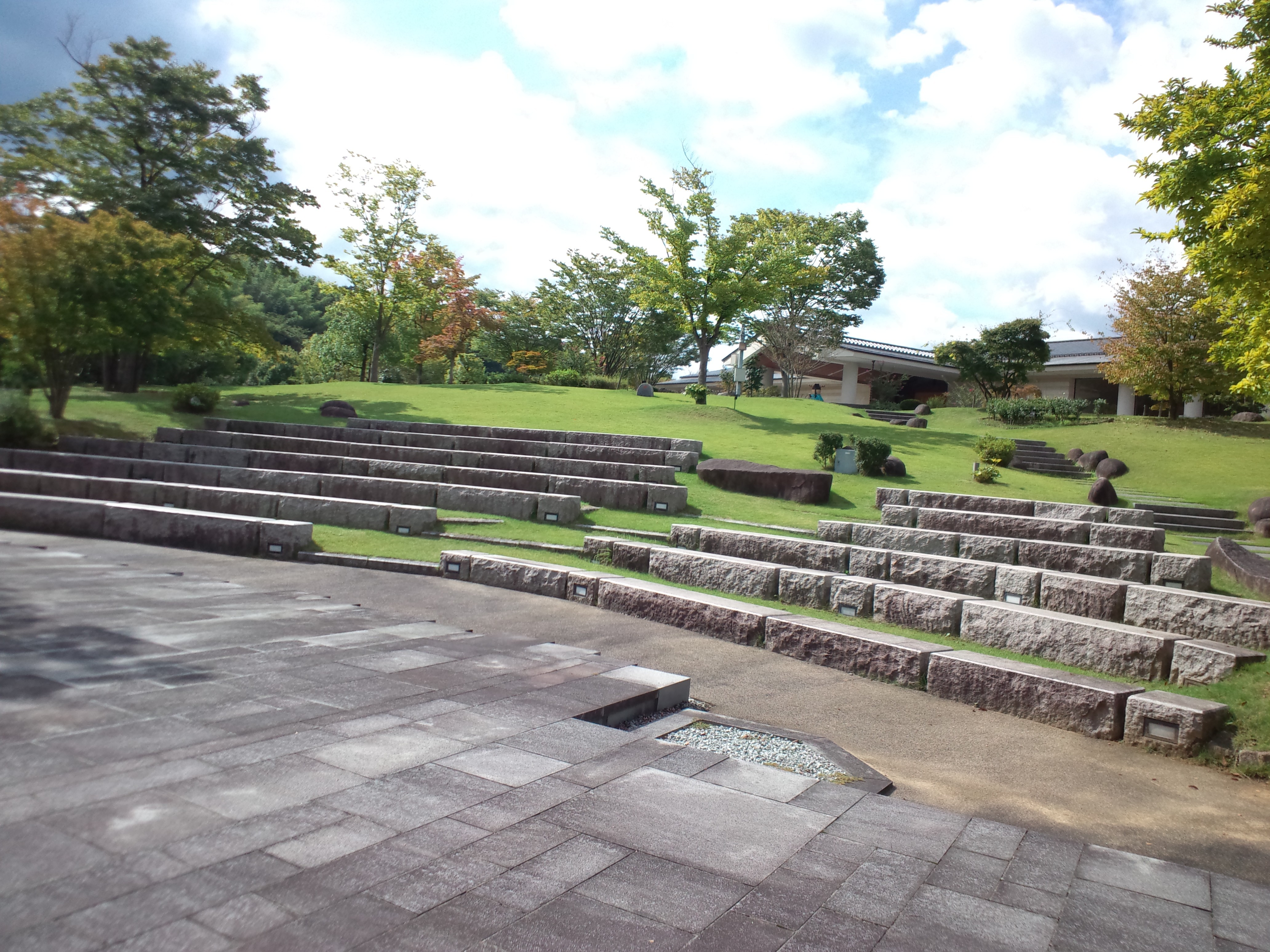
庭園

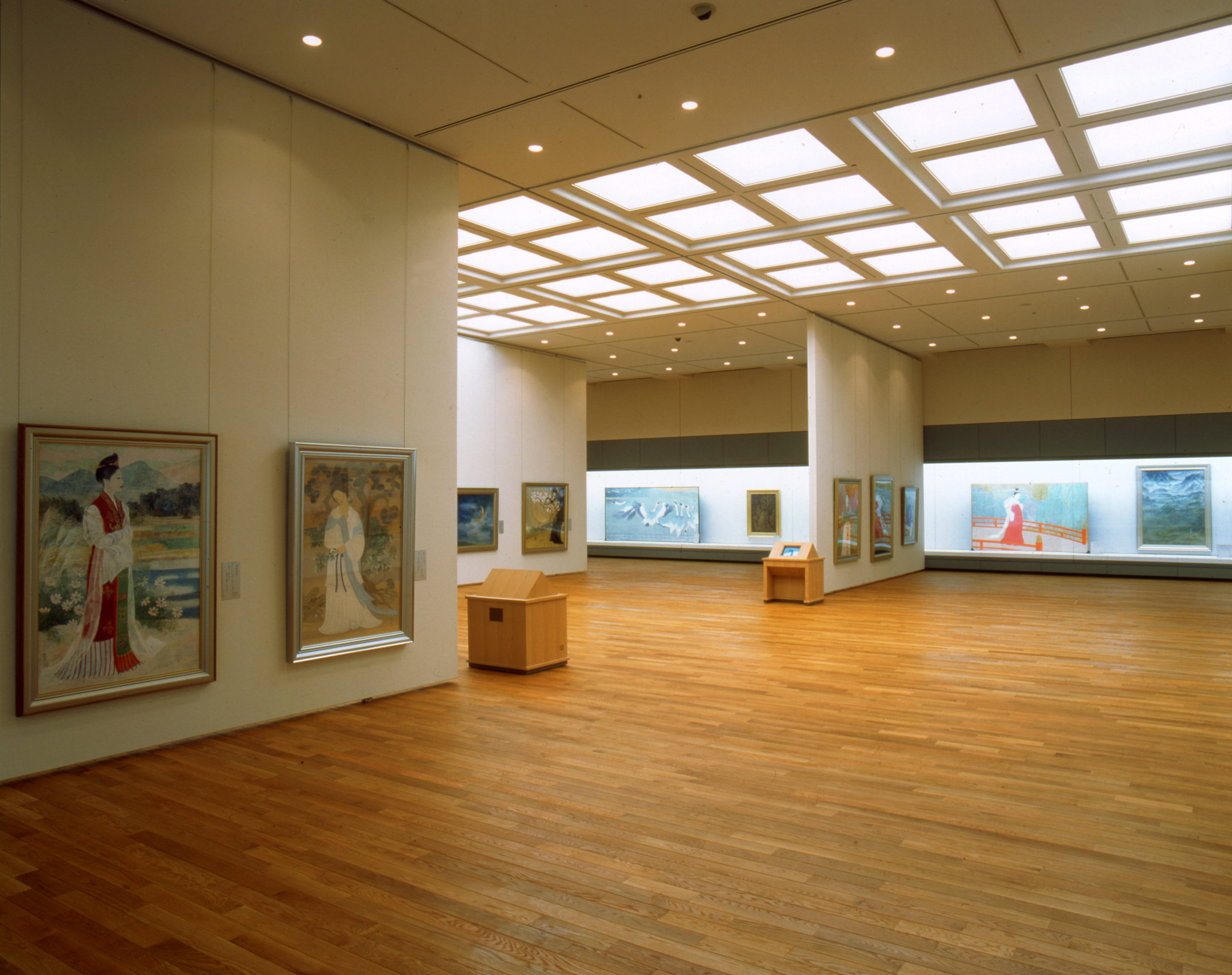
日本画展示室

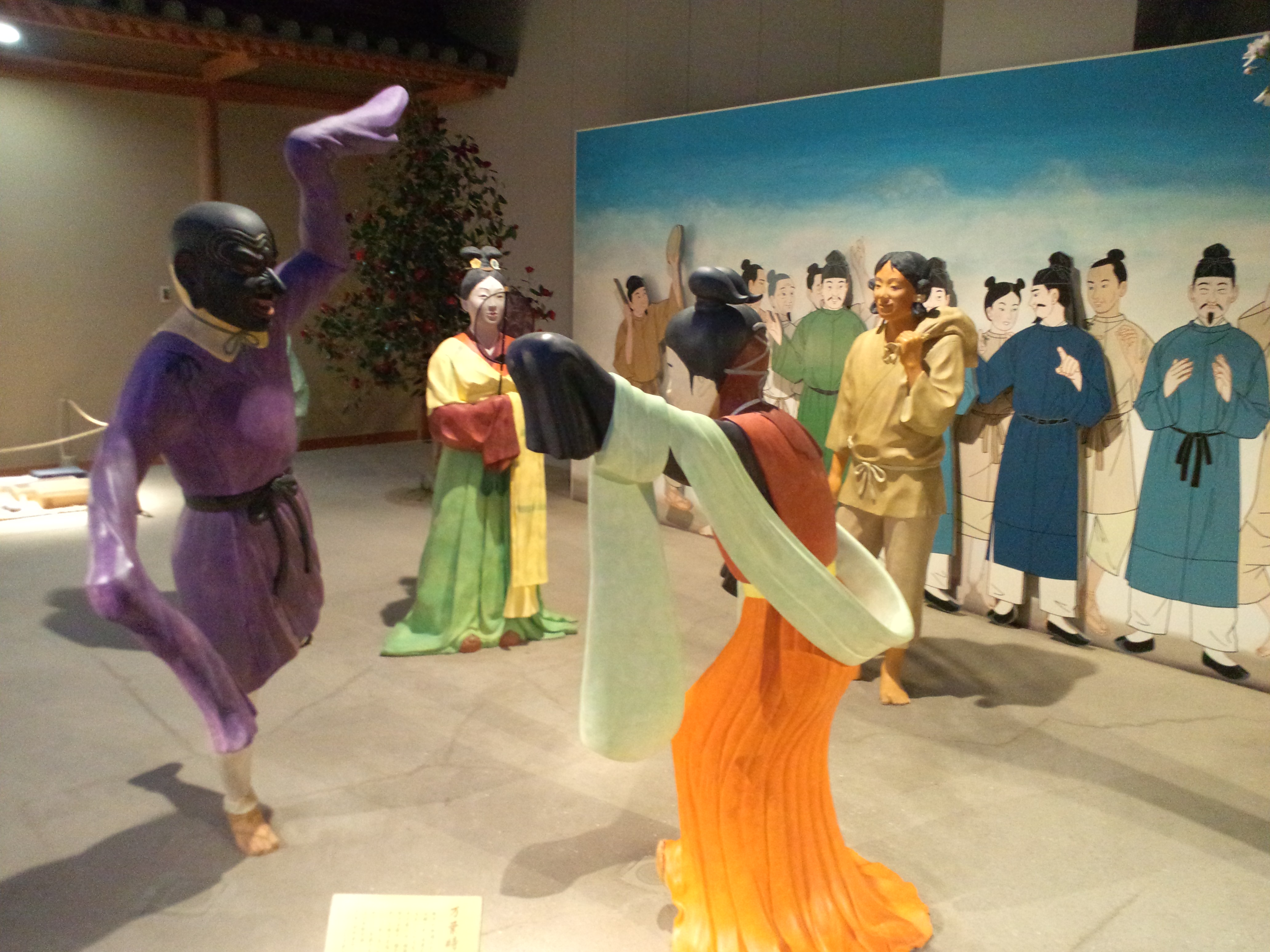
飛鳥時代の人々（模型）

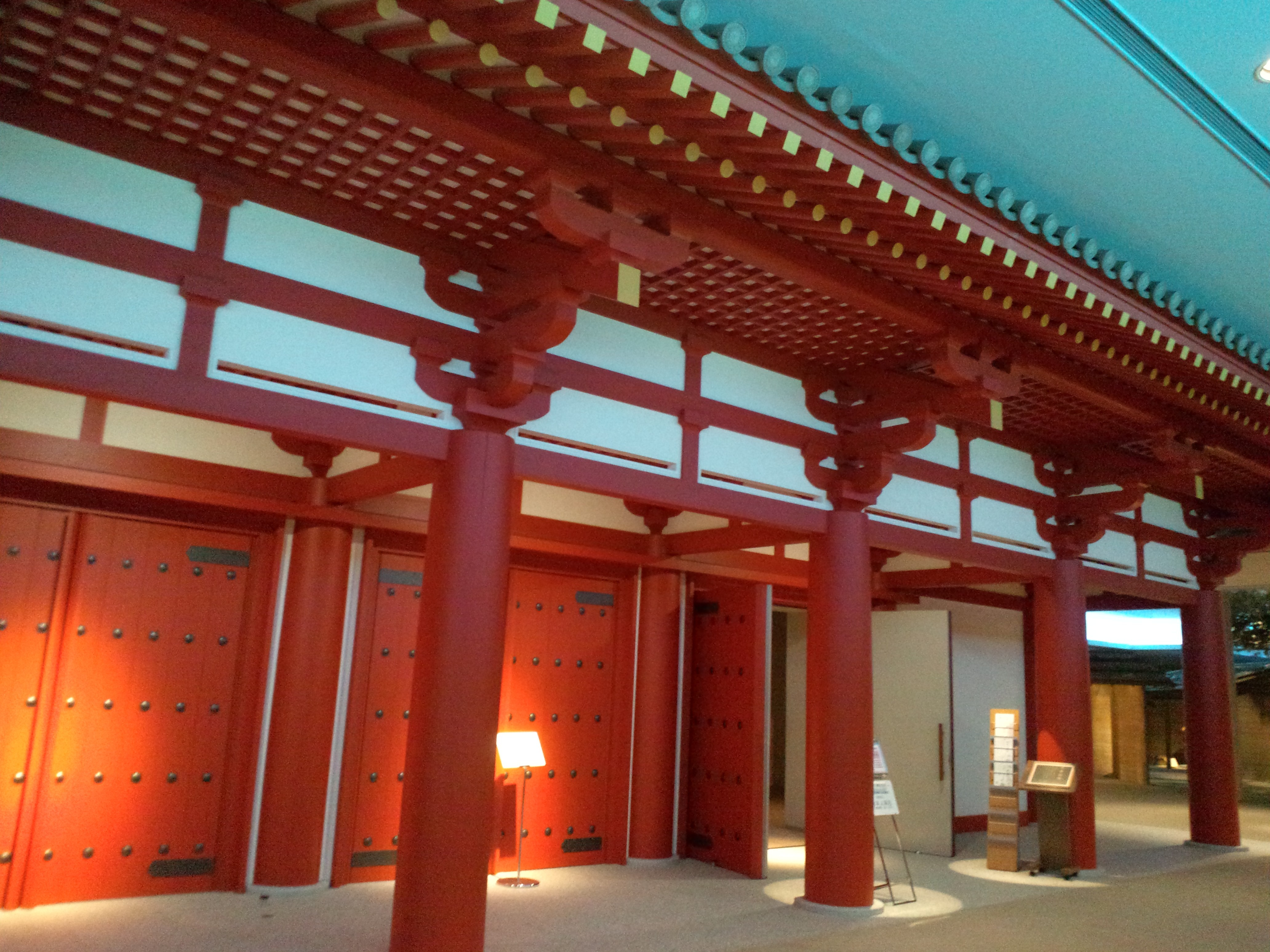
万葉劇場（映像ホール）

奈良県立万葉文化館（ならけんりつまんようぶんかかん、英語: Nara Prefecture Complex of Man'yo Culture）は奈良県高市郡明日香村にある美術館・博物館。日本最古の歌集『万葉集』をテーマとする。
2001年9月15日に開館。“万葉のふるさと”である奈良にふさわしい総合文化拠点を設置の趣旨として整備され、古代文化の魅力を視覚的にわかりやすく紹介する。「展示」（万葉ミュージアム）、「図書・情報サービス」（図書情報室）、「調査・研究」（万葉古代学研究所）の3つの機能で構成されている。

## 施設概要
万葉のふるさと・奈良にふさわしい『万葉集』を中心とした古代文化に関する総合文化拠点として、国内外から多くの人たちが訪れ、楽しみ、学ぶことのできる機能と魅力を備えた施設として、2001（平成13）年9月15日に開館した。
『万葉集』は、古く5世紀から、8世紀にかけて詠まれた4500余首を収めたわが国最古の歌集で、日本人の心の古典、言葉の文化遺産といえる。そのなかでも、奈良を対象に詠まれた歌が最も多く、県内各地には『万葉集』ゆかりの歴史的風土・自然景観が多く残されている。
万葉文化館は、日本の古代文化に関する調査・研究機能（万葉古代学研究所）、万葉に関する文化の振興を図る展示機能（万葉ミュージアム）、万葉集に関する情報の収集提供を行う図書・情報サービス機能（万葉図書・情報室）を併せ持つ。
事前の発掘調査で明らかにされた文化財についても、その保存に努め、復原展示などで創造的に活用することにより、遺跡と共存する総合文化施設をめざしている。
1F
- 日本画展示室（現代日本画家が万葉歌の歌を基に制作した「万葉日本画」（全154点）を展示するほか、企画展も開催）[1]
- 企画展示室
- 展望ロビー・映像ホール
- 炉跡群の修復展示
- 万葉図書・情報室[2]
- ミュージアムショップ[3]
- カフェ・レストラン

B1F
- 一般展示室：万葉集とその時代をわかりやすく紹介。「歌とは何だろう」（展示室へのアプローチ）「歌の広場」（古代の市空間を再現）「さやけしルーム」（万葉人が感じたであろう、音や光を体験）「万葉劇場」（人形や映像などを用いて万葉の世界を紹介）
- 特別展示室（敷地内で見つかった飛鳥池工房遺跡について遺物のレプリカなどで紹介）

## 開館時間・観覧料
- 開館時間：10:00～17:30（入館は17:00まで）
- 休館日：毎週月曜日（月曜日が祝日の場合は翌平日が休館）、年末年始、展示替日。
- 観覧料：一般600円 、学生（高校・大学）500円 、小人（小・中学校）、65歳以上（ただし県内在住者。要証明）300円。※特別展等は別途料金を定める。

日本画展示室以外の全てのフロアは無料で利用できる。また、学校行事で利用する場合、展示室等も無料で利用できる。
関西文化の日には、展示室も含めて全会場を無料で鑑賞できる。
奈良県の減免取り扱い要領に基づき、外国人観光客は無料で鑑賞できる。

## 周辺の見どころ
- 亀石
- 酒船石遺跡
- 橘寺
- 岡寺
- 安倍文殊院
- 石舞台古墳
- 飛鳥坐神社
- 飛鳥寺
- 飛鳥京跡
- 甘樫丘
- 犬養万葉記念館
- 飛鳥資料館

## アクセス
- 近鉄橿原神宮前駅東口バス停2番乗り場より、下記奈良交通バス乗車
  - [2]岡寺前行
  - [18][19]橿原神宮駅東口行（菖蒲町四丁目→野口→岡寺前→飛鳥大仏前→橿原神宮駅東口）
  - [15]明日香周遊バス（赤かめ） 檜前（ひのくま）行（学校休校日運休）
  - [16][23]明日香周遊バス（赤かめ） 飛鳥駅行
  - [17]明日香周遊バス（赤かめ） 岡寺行（平日のみ運行）
- 近鉄飛鳥駅前バス停から、下記奈良交通バスに乗車
  - [16][23]明日香周遊バス（赤かめ） 橿原神宮駅東口行

「万葉文化館西口」バス停下車